# Новосілка (Гримайлівська селищна громада)
Новосілка — село, розташоване в Україні, входить до Гримайлівської селищної громади, Чортківського району, Тернопільської області.

## Географія
Розташоване село на березі р. Гнила (права притока Збруча, басейн Дністра), біля підніжжя західних схилів відрогів Товтрової гряди, за 50 км. від районного центру і 16 км. від найближчої залізничної станції Хоростків. Через західну околицю Новосілки проліг автошлях Тернопіль — Гусятин.
1 серпня 1934 року село увійшло до складу новоутвореної гміни Товсте (гміна).
До 2020 року підпорядковувалось Малобірківській сільській раді. 
12 червня 2020 року, відповідно до розпорядження Кабінету Міністрів України № 724-р «Про визначення адміністративних центрів та затвердження територій територіальних громад Тернопільської області» увійшло до складу Гримайлівської селищної громади.
19 липня 2020 року, в результаті адміністративно-територіальної реформи та ліквідації Гусятинського району, село увійшло до складу новоутвореного Чортківського району.
Населення — 158 осіб (2023).

## Населення

### Мова
Розподіл населення за рідною мовою за даними перепису 2001 року:
| Мова       | Кількість | Відсоток |
| ---------- | --------- | -------- |
| українська | 300       | 99.34%   |
| російська  | 2         | 0.66%    |
| Усього     | 302       | 100%     |

## Історія
Поблизу Новосілки виявлено археологічні пам'ятки західно-подільської групи скіфського часу.
Перша письмова згадка датується 1564 роком. Назва походить, ймовірно, від словосполучення “нове село”.
Під час Національно-визвольної революції українського народу селяни у 1648 р. розгромили панський двір, у ході військових дій 1649 р. в Новосілці знищено 10 господарств селян. Після 1-го поділу Речі Посполитої село з 1772 р. належало до Австрії (Тернопільський циркул).
Під час Першої світової війни село зазнало значних руйнувань. У середині серпня 1914 р. Новосілку здобула царська армія, російські солдати зайняли всі подвір'я. При відступі у липні 1917 р. російські війська спалили Новосілку, неушкодженими залишились лише 2 подвір'я. Селянам росіяни запропонували: ті, хто відступить із військами на схід, можуть забрати все своє майно; а хто бажає йти до австрійців, той може взяти лише найнеобхідніші речі. Тільки одна сім'я із села побажала евакуюватись із росіянами, решта родин перейшли на австрійський бік фронту біля сусіднього с. Сорока (нині Гусятинського району).
Взимку 1917—1918 рр. у селі поширилась епідемія тифу і червінки, від якої померло багато людей.
У листопаді 1918 р. в Новосілці проголошено владу ЗУНР; восени 1920 р. встановлено польську владу. Протягом 1921—1939 рр. село — Скалатського повіту, Тернопільського воєводства. У 1929 р. засновано господарсько-споживчу спілку «Єдність». Діяли «Просвіта» й інші українські товариства. Після 17 вересня 1939 р. в Новосілці встановлена радянська влада. Від січня 1940 р. до березня 1959 р. село — Гримайлівського району. 
У 1946 р. з Новосілки насильно переселено поляків у Польщу, на їхнє місце привезли українців, депортованих із Польщі. 1948 р. Новосілку було приєднано до с. Малі Бірки. 9 вересня того ж року в селі розклеєні листівки з закликами до населення не їхати на роботу в Донбас. 
Від березня 1959 р. до грудня 1962 р. село — Скалатського району, згодом до січня 1965 р. — Підволочиського району; відтоді й до 2020 р. — Гусятинського району. 
У 1990 р. Новосілку від'єднано від Малих Бірок, що стало окремим селом.  

## Політика

### Парламентські вибори, 2019
На позачергових парламентських виборах 2019 року у селі функціонувала окрема виборча дільниця № 610240, розташована у приміщенні фельдшерсько-акушерського пункту.
Результати
- зареєстровано 169 виборців, явка 56,21%, найбільше голосів віддано за «Слугу народу» — 31,58%, за Радикальну партію Олега Ляшка — 13,68%, за Всеукраїнське об'єднання «Свобода» — 12,63%.[6] В одномандатному окрузі найбільше голосів отримав Микола Люшняк (самовисування) — 53,76%, за Ігоря Сопеля (Слуга народу) — 19,35%, за Володимира Бліхаря (Всеукраїнське об'єднання «Батьківщина») — 10,75%[7].

## Пам'ятки
- церква Антонія Великого (1930 р УГКЦ, мурована).
- Римо-католицька каплиця св. ап. Петра і Павла. Зводили у 1924-1926 рр. на кошти місцевих жителів та пожертву Львівської курії. Освятили цегляну будівлю у 1929 р. В інтер'єрі був частково позолочений дерев'яний вівтар зі скульптурою Христа та Петра з Павлом. Біля каплиці стояла дзвіниця на три дзвони[8].
- Пам'ятник Мадонні 1988 р. фігура знаходиться біля дороги, встановлена в 1927 р.
- На схід від села росте мішаний ліс (урочище Краснянська дача), територія якого належить до природного заповідника «Медобори».

## Соціальна сфера
Працює фельдшерський пункт. Земельні паї орендує сільськогосподарське приватне підприємство «Оберіг» (директор П. Гадзюк).
ЗОШ 1-2 ступенів, дитячий садочок, бібліотека, торговий заклад - не працюють.

## Відомі люди

#### Народилися
- Леон Змора (1913 - 1999 р.) - відомий польський хоровий диригент.
- Онишків Зіновій Михайлович ( 1954 р.н.) - доктор педагогічних наук, доцент ТНПУ.
- Дмитро Рудяк - громадський діяч, літературознавець, визначний селянин у цілому Скалацькому повіті.

## Галерея

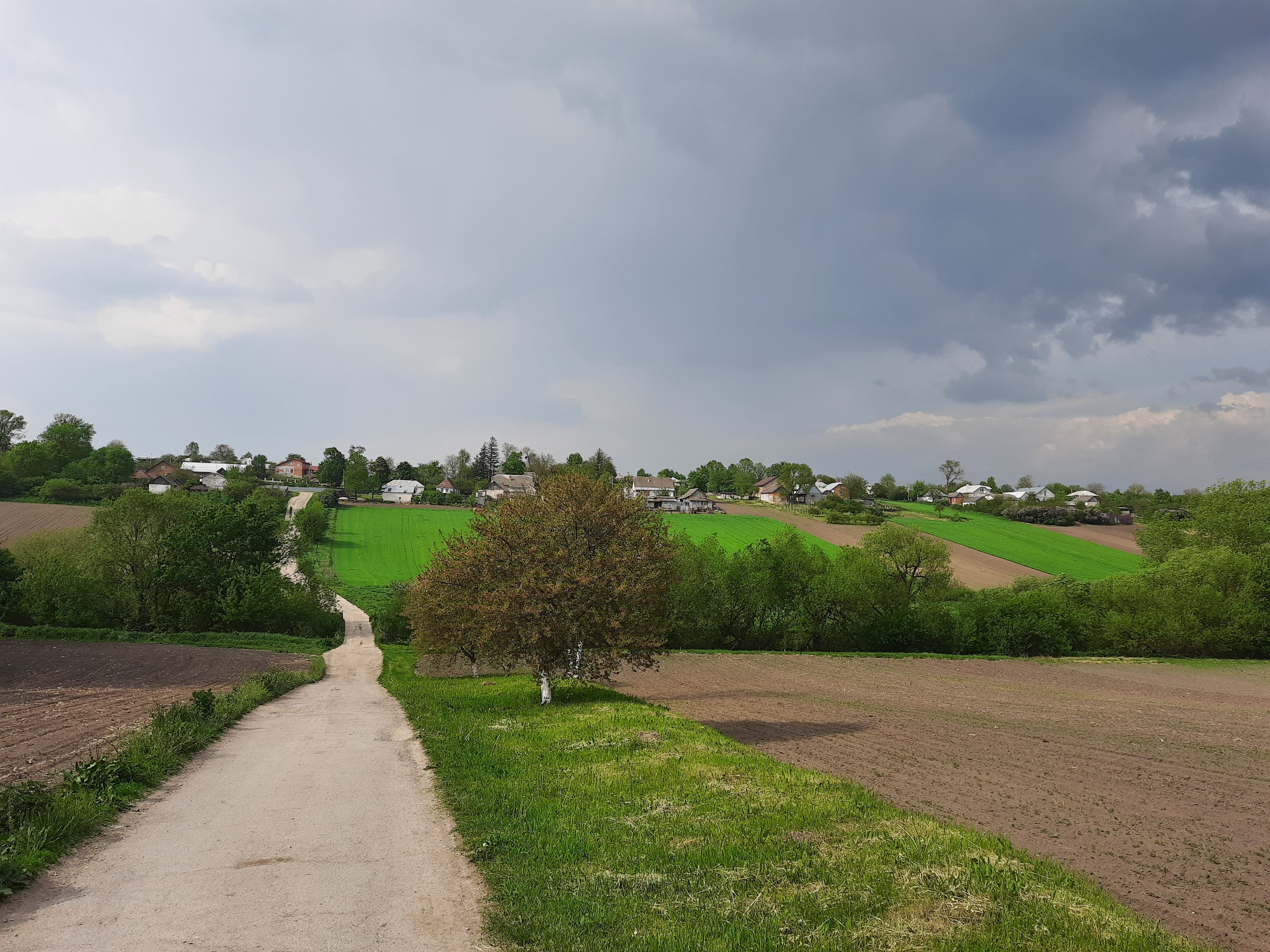
Вигляд на село з пагорба
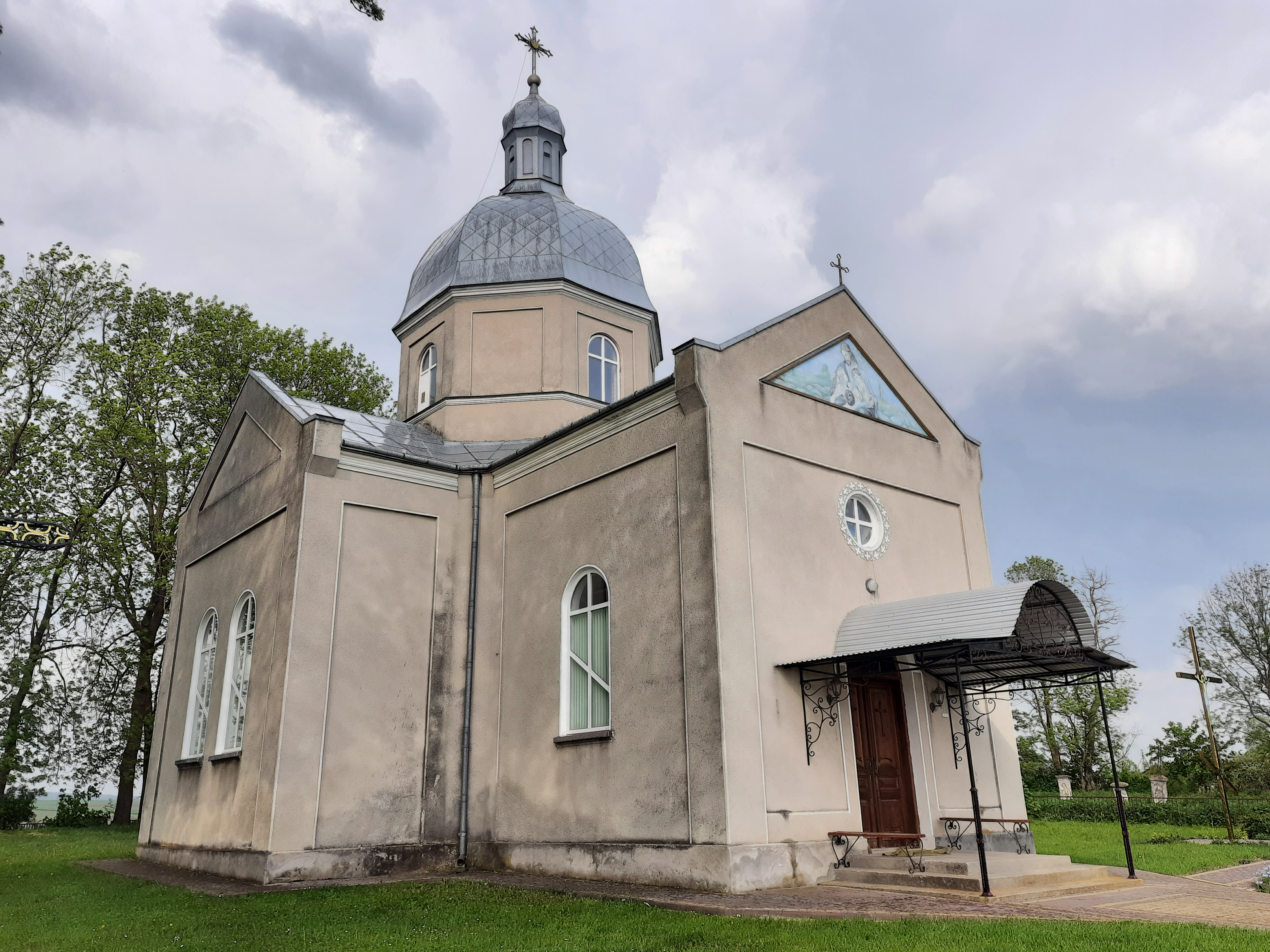
Церква Святого Антонія Великого
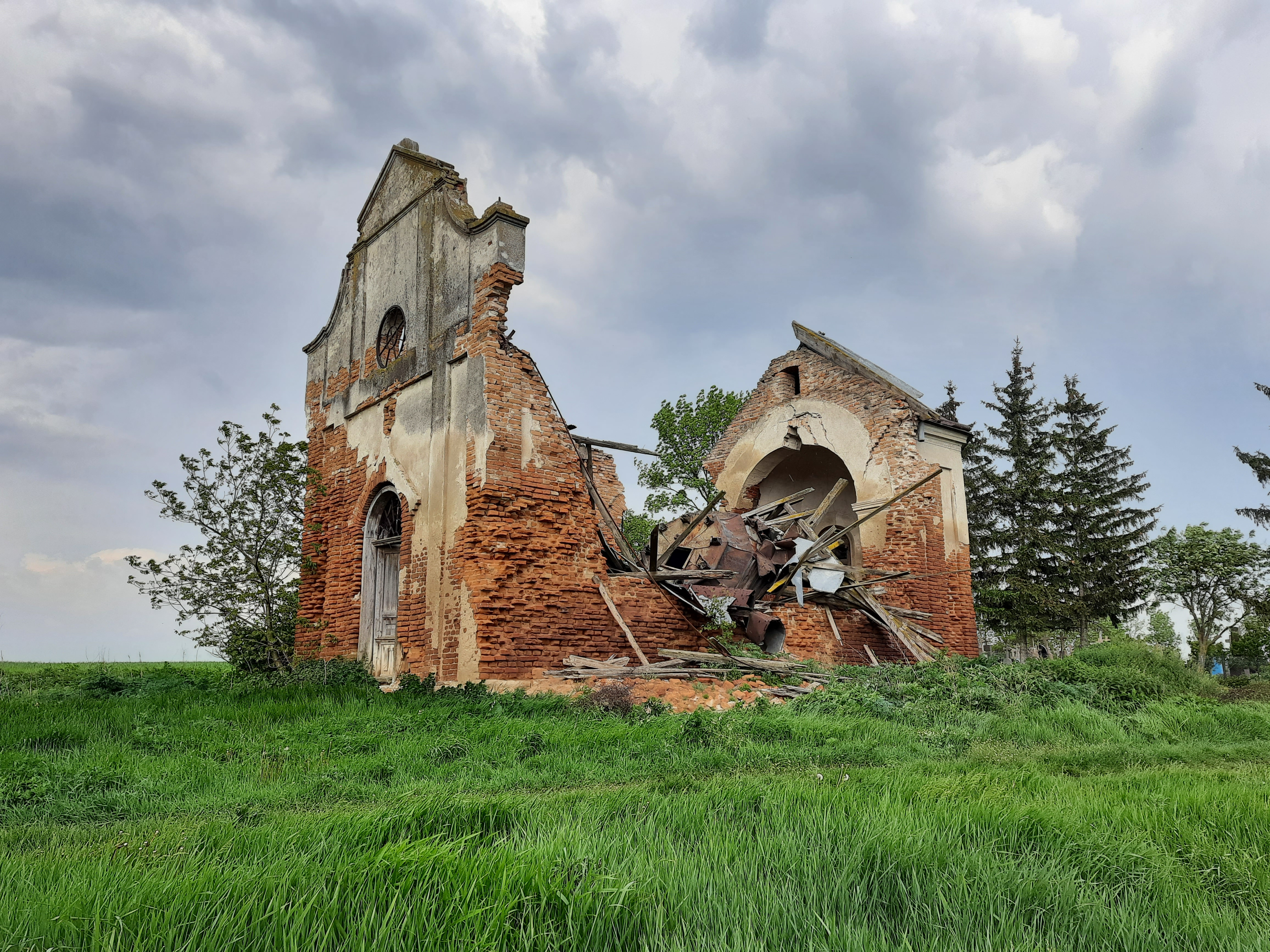
Руїни костелу Святих Апостолів Петра і Павла
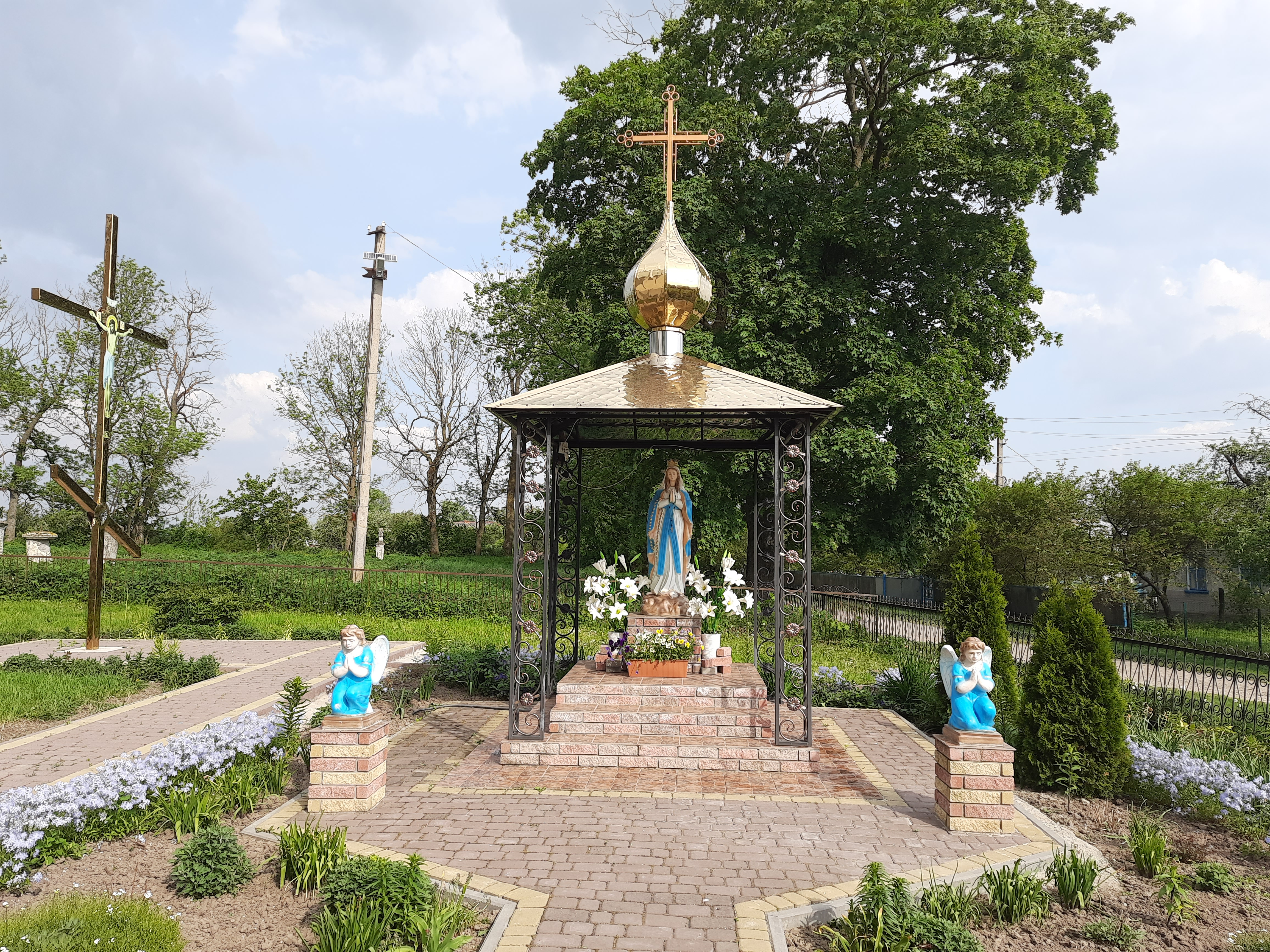
Статуя Божої Матері